# Miel Van Hoogenbemt
 (mars 2017).
Si vous disposez d'ouvrages ou d'articles de référence ou si vous connaissez des sites web de qualité traitant du thème abordé ici, merci de compléter l'article en donnant les références utiles à sa vérifiabilité et en les liant à la section « Notes et références ».
Miel Van Hoogenbemt est un réalisateur, scénariste et producteur de cinéma belge né en 1958 à Uccle (Belgique).

## Filmographie
- 1985 : Je parle français comme Tarzan
- 1987 : De Pechvogels
- 1989 : Une mouche dans la salade
- 1990 : Shocking Manjira and the Cardboard Box
- 1990 : Innocents Abroad
- 1991 : On ne vit qu’une fois
- 1992 : Bruxelles mise en pièces
- 1993 : Signes de vie
- 1994 : Un jour ou l'autre
- 1996 : Les Gens de Migdal (documentaire)
- 1999 : Demain est un autre jour
- 2002 : Miss in Dreams (documentaire)
- 2005 : Miss Montigny
- 2007 : Pas sérieux s'abstenir (Man zkt vrouw)
- 2010 : Fils unique